# 遊牧美術館

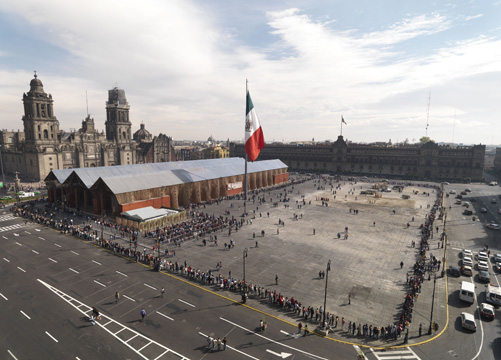
〈灰與雪〉於遊牧美術館開幕日，墨西哥城，1月19日，200

遊牧美術館是一棟為展出葛雷哥里·柯北的攝影和影片〈灰與雪〉而搭建的短期建築。

## 历史
2005年3月，第一座遊牧美術館配合〈灰與雪〉開幕在紐約問世，然後於2006年旅行到加州的聖塔莫尼卡展出，2007年轉到東京，2008年到墨西哥城。
葛雷哥里·柯北於1999年，便構想一座能持久的巡迴美術館。在他設想中，這美術館可輕易在世界各處隨地搭建，以作為全球巡迴展出時的短期場地。〈灰與雪〉裝置藝術於2002年問世，在威尼斯的愛爾斯內拉造船廠展出，並因此激發了後來遊牧美術館在美學和建築意念上的靈感。
柯北運用多重元素來營造氣氛，譬如石材、以一百萬個燙平的斯里蘭卡茶袋做成的帷幕，與極小限藝術的燈光技術。愛爾斯內拉造船廠建於1104年，原供建造經威尼斯運河入海的遠程船隻和下水啓程使用。船廠內部高大寬敞的空間正適合柯北的大型攝影作品和影片，於是成了〈灰與雪〉 理想的展覽場地。展出後得到評家和大眾的雙重讚賞，就歐洲而言，至今仍是觀眾最踴躍的個展。
最早的遊牧美術館利用運輸貨櫃組成，其後的建築設計則隨展覽巡迴一路演進。最新的遊牧美術館座落於墨西哥城的鄒克婁中央廣場（Zócalo）， 是世界上最大的竹材建築。 由哥倫比亞建築師西蒙．華勒茲（Simón Vélez）與葛雷哥里．柯北合作設計而成， 佔地5,130平方公尺（55,218平方呎），包括了兩間展覽廳和三間獨特的戲院。此外，遊牧美術館首度在設計上添加了水這一元素，以呼應墨西哥城一度運河環繞的特殊歷史。建築地點選在鄒克婁中央廣場，別具象徵意義。鄒克婁位於墨西哥–泰諾契特蘭中心，原由阿茲特克人於1325年在泰克斯可可湖心的小島上創建而成。
正如〈灰與雪〉各個組成部份，遊牧美術館隨每一展出地點，不斷配合實地環境與展覽本身藝術內涵的演變而重新設計。 每到一處，柯北總與具創意的建築師合作，採用綠色建築最新的技術，給予遊牧美術館一番新面目。
遊牧美術館的〈灰與雪〉將於2009年初，在巴西重新開幕。

## 外部連結
- 遊牧美術館
- 灰與雪
- 〈紐約時報〉, "The Year in Ideas 2004"

## 參看
1. ↑  .   [2020-09-19]. （原始内容存档于2012-05-29）.
2. ↑  . （原始内容存档于2008-02-12）.
3. ↑  .   [2008-09-28]. （原始内容存档于2008-10-11）.